# Paolo Vita-Finzi
Paolo Vita-Finzi (* 31. März 1899 in Turin; † 2. August 1986 in Chianciano Terme) war ein italienischer Diplomat und Journalist.

## Leben
Paolo Vita-Finzi war der Sohn von Charles Vita-Finzi und Celeste Malvano. Er studierte an der Universität Rom Rechtswissenschaft. Er wurde als Freiwilliger im Ersten Weltkrieg von 1916 bis 1918 bei der Schlacht am Monte Grappa eingesetzt, wofür er mit der Tapferkeitsmedaille in Bronze ausgezeichnet wurde. Er arbeitete mit Filippo Turati an »Critica Sociale«. Er war zu Beginn der Weimarer Republik Korrespondent von Il Mondo di Pannunzio und Corriere della Sera, in Berlin.
Paolo Vita-Finzi trat 1924 in den auswärtigen Dienst und wurde Konsul in Algier und war von 1926 bis 1927 geschäftsführender Generalkonsul in Düsseldorf. Er wurde in verschiedenen Abteilungen des Außenministeriums beschäftigt. Von 1928 bis 1931 war er Generalkonsul in Tiflis zu seinem Amtsbezirk gehörten Armenien, Aserbaidschan, Dagestan und weitere autonome Regionen des Nordkaukasus. Er führte Tagebuch als Journal Caucasien in dem er auch vom Exil des sowjetischen Außenministers Leo Trotzki berichtet. Er besuchte Moskau, St. Petersburg, Baku, Odessa und armenische Dörfer. Er soll auch Konsul in Tunesien und Algier gewesen sein. Im April 1935 war er Osteuropa-Experte bei der Konferenz von Stresa. Im Außenministerium wurde er in der Abteilung Politik und Nordamerika beschäftigt. Von 1934 bis 1935 war er Konsul in Rosario (Santa Fe) Argentinien. Von 1936 bis 1937 war er Generalkonsul in Sydney. Er war nach den Nürnberger Gesetzen Jude und verbrachte von 1938 bis 1947 in Buenos Aires, dort war er mit Ernesto Sabato, Jorge Luis Borges und Roger Caillois befreundet, arbeitete als Redakteur von La Nación und leitete die antifaschistische Zeitschrift Domani.
Von 1947 bis 1950 war er Generalkonsul in London und von 1951 bis 1953 Ministre plénipotentiaire in Helsinki, Finnland.
Er beteiligte sich an den italienisch-jugoslawischen Verhandlungen über die Umsetzung des Londoner Memorandums von 1954 zum Aufteilen des Freien Territoriums Triest zwischen Italien und Jugoslawien.
Er leitete die italienische Delegation in Tirana zur Wiederaufnahme der Handelsbeziehungen zwischen Italien und Albanien. Von 1955 bis 1958 war er Botschafter in Oslo, Norwegen. Von 1959 bis 1961 war er Delegierter bei der Generalversammlung und des Wirtschaftsrates der Vereinten Nationen. Von 1962 bis 1964 war er Botschafter in Budapest.

## Veröffentlichungen (Auswahl)
- Antologia apocrifa, 1927
- Le delusioni della libertà, 1961
- Terra e libertà in Russia 1971
- Diario caucasico, 1975